# Scolopendra
Scolopendra es un género de miriápodos quilópodos de la familia Scolopendridae.

## Descripción
El tamaño de las especies que forman este género parece estar vinculado con el clima en que habitan. En un clima templado, sólo crecen especies relativamente pequeñas, mientras que las especies que viven en los trópicos pueden exceder los 30 centímetros de longitud.

## Ecología y veneno
Son depredadores activos que se alimentan principalmente de invertebrados terrestres, especialmente insectos y moluscos. Algunas especies pueden depredar sobre vertebrados de pequeño tamaño, como reptiles, roedores o murciélagos. Sus mordeduras son muy dolorosas, pero raramente son mortales en los seres humanos. El veneno se inocula a través de las forcípulas, que se encuentran justo detrás de las mandíbulas. El veneno de las especies que forman el género Scolopendra contiene compuestos tales como la serotonina, un fosfolipasa A (hemolítica), una proteína cardiotóxica y una sustancia citolisina.

## Historia taxonómica
Scolopendra fue uno de los géneros creados por Carlos Linneo en su décima edición de Systema Naturae (1758), el punto de partida de la nomenclatura zoológica. Sólo dos de las especies originalmente asignadas al género siguen siéndolo en la actualidad: Scolopendra gigantea y Scolopendra morsitans; el último fue designado como especie tipo por el dictamen 454 de la Comisión Internacional de Nomenclatura Zoológica, invalidando la designación anterior por Pierre André Latreille, en la que eligió 'Scolopendra forficata de Linneo (en la actualidad Lithobius forficatus) como la especie tipo.

## Especies
El género Scolopendra contiene las siguientes especies:
- Scolopendra abnormis Lewis & Daszak, 1996
- Scolopendra afer (Meinert, 1886)
- Scolopendra algerina Newport, 1845
- Scolopendra alternans Leach, 1816
- Scolopendra andhrensis Jangi & Dass, 1984
- Scolopendra angulata Newport, 1844
- Scolopendra angusticollis Murray, 1887
- Scolopendra anomia Newport, 1844
- Scolopendra antananarivoensis Kronmüller, 2010
- Scolopendra appendiculata Daday, 1891
- Scolopendra arborea Lewis, 1982
- Scolopendra arenicola (Lawrence, 1975)
- Scolopendra armata Kraepelin, 1903
- Scolopendra arthrorhabdoides Ribaut, 1912
- Scolopendra attemsi Lewis, Minelli & Shelley, 2006
- Scolopendra aztecorum Verhoeff, 1934
- Scolopendra calcarata Porat, 1876
- Scolopendra canidens Newport, 1844
- Scolopendra childreni Newport, 1844
- Scolopendra chlora Chamberlin, 1942
- Scolopendra chlorotes C. L. Koch, 1856
- Scolopendra cingulata Latreille, 1829
- Scolopendra clavipes C. L. Koch, 1847
- Scolopendra concolor Newport, 1845
- Scolopendra crassa Templeton, 1846
- Scolopendra cretica Attems, 1902
- Scolopendra cribrifera Gervais, 1847
- Scolopendra dalmatica C. L. Koch, 1847
- Scolopendra dawydoffi Kronmüller, 2012
- Scolopendra dehaani Brandt, 1840
- Scolopendra ellorensis Jangi & Dass, 1984
- Scolopendra fissispina L. Koch, 1865
- Scolopendra foveolata Verhoeff, 1937
- Scolopendra galapagoensis Bollman, 1889
- Scolopendra gigantea Linnaeus, 1758
- Scolopendra gracillima Attems, 1898
- Scolopendra hardwickei Newport, 1844
- Scolopendra hermosa Chamberlin, 1941
- Scolopendra heros Girard, 1853
- Scolopendra horrida C. L. Koch, 1847
- Scolopendra inaequidens Gervais, 1847
- Scolopendra indiae (Chamberlin, 1914)
- Scolopendra indica Meinert, 1886
- Scolopendra inermipes C. L. Koch, 1847
- Scolopendra inermis Newport, 1845
- Scolopendra jangii Khanna & Yadav, 1997
- Scolopendra koreana (Verhoeff, 1934)
- Scolopendra labiata C. L. Koch, 1863
- Scolopendra laeta Haase, 1887
- Scolopendra langi (Chamberlin, 1927)
- Scolopendra latro Meinert, 1886
- Scolopendra leki (Waldock & Edgecombe, 2012)
- Scolopendra limicolor Wood, 1861
- Scolopendra lucasii Gervais, 1847
- Scolopendra lutea (Attems, 1928)
- Scolopendra madagascariensis Attems, 1910
- Scolopendra malkini Chamberlin, 1955
- Scolopendra mazbii Gravely, 1912
- Scolopendra media (Muralewicz, 1926)
- Scolopendra melinonii Lucas, 1853
- Scolopendra metuenda Pocock, 1895
- Scolopendra michoacana Chamberlin, 1941
- Scolopendra mima Chamberlin, 1942
- Scolopendra mirabilis (Porat, 1876)
- Scolopendra monticola (Lawrence, 1975)
- Scolopendra morsitans Linnaeus, 1758
- Scolopendra multidens Newport, 1844
- Scolopendra negrocapitis Zhang & Wang, 1999
- Scolopendra nuda (Jangi & Dass, 1980)
- Scolopendra occidentalis F. Meinert, 1886
- Scolopendra octodentata Verhoeff, 1934
- Scolopendra oraniensis Lucas, 1846
- Scolopendra pachygnatha Pocock, 1895
- Scolopendra paradoxa Doménech, 2018
- Scolopendra paranuda (Khanna & Tripathi, 1987)
- Scolopendra pentagramma Motschoulsky, 1886
- Scolopendra pinguis Pocock, 1891
- Scolopendra polymorpha Wood, 1861
- Scolopendra pomacea C. L. Koch, 1847
- Scolopendra puncticeps Wood, 1861
- Scolopendra punensis Jangi & Dass, 1984
- Scolopendra robusta Kraepelin, 1903
- Scolopendra sanatillae Bollman, 1893
- Scolopendra silhetensis Newport, 1845
- Scolopendra somala Manfredi, 1833
- Scolopendra spinipriva Bücherl, 1946
- Scolopendra spinosissima Kraepelin, 1903
- Scolopendra subcrustalis Kronmüller, 2009
- Scolopendra subspinipes Leach, 1816
- Scolopendra sumichrasti Saussure, 1860
- Scolopendra tenuitarsis Pocock, 1895
- Scolopendra teretipes (Porat, 1893)
- Scolopendra valida Lucas, 1840
- Scolopendra violacea Fabricius, 1798
- Scolopendra viridicornis Newport, 1844
- Scolopendra viridipes Dufour, 1820
- Scolopendra viridis Say, 1821
- Scolopendra zuluana (Lawrence, 1958)